# Enótrios
Os enótrios ou enotros ("[tribo] liderada por Enotro" ou "povo de Enótria", Οἰνωτρία em grego antigo, lit. "terra das vinhas") eram um antigo povo itálico de origem desconhecida que habitava um território que ia de Pesto até o sul da Calábria, no sul da Itália. No século VI a.C., os enótrios haviam sido absorvidos pelas populações de outras tribos itálicas.
Textos antigos especularam sem qualquer consenso sobre a origem dos enótrios, alguns chegando a afirmar que eles teriam chegado à região no início da Idade do Ferro (século XI a.C.), vindos da Grécia cruzando o estreito de Otranto com outras pessoas do mesmo grupo étnico. De acordo com Antonino Liberal, sua chegada teria forçado a migração dos elímios para a Sicília. A colonização dos gregos, juntamente com o início das primeiras colônias estáveis, como Metaponto, fundada sobre uma cidade nativa já existente, Metabon, fez com que os enótrios se deslocassem mais para o interior. A partir desta situação iniciou-se um processo de fricção e desgaste com as colônias gregas, saqueadas mais de uma vez pelos enótrios. A partir do século V a.C. eles desaparecem dos registros históricos, possivelmente absorvidos pelos sabelos.
Uma possível etimologia do etnônimo 'enótrio' poderia ser o grego antigo οἶνος (oinos), "vinho", já que os enótrios habitavam uma região especialmente rica em vinhedos; o termo 'Enótria' chegou a ser usado para se referir a todo o sul da península.